# Dedoplisckaro
Dedoplisckaro (gruz. დედოფლისწყარო) – miasto w Gruzji, w regionie Kachetia. W 2014 roku liczyło 5940 mieszkańców.